# Harpreet Singh (zapaśnik)
Harpreet Singh (ur. 7 lutego 1993) – indyjski zapaśnik walczący w stylu klasycznym. Zajął piętnaste miejsce na mistrzostwach świata w 2018. Piąty na igrzyskach azjatyckich w 2018 i siódmy w 2014. Srebrny medalista mistrzostw Azji w 2019 i brązowy w 2016, 2017, 2018 i 2022. Mistrz Wspólnoty Narodów w 2016 i 2017 roku.
Absolwent Punjabi University w Patiala.